# Сиссе, Алиу
Алиу Сиссе (фр. Aliou Cissé; род. 24 марта 1976, Зигиншор) — сенегальский футболист и тренер. Играл на позиции полузащитника.

## Биография
Играл за французские клубы «Лилль», «Седан», «Пари Сен-Жермен», «Монпелье», «Ним Олимпик», английские «Бирмингем Сити» и «Портсмут». С  2015 по 2024 год — главный тренер сборной Сенегала.
Алиу Сиссе попал в состав сборной Сенегала на Чемпионате мира 2002 года. Из 5-и матчей Сенегала на турнире Сиссе появлялся в стартовом составе команды в четырёх: в играх группового этапа турнира против сборных Франции, Уругвая, во встречах 1/8 финала со Швецией и 1/4 финала с Турцией. Игру против Дании Сиссе пропустил, во всех остальных встречах он также был капитаном команды. В матче против французов Сиссе получил жёлтую карточку на 51-й минуте, а в четвертьфинале с Турцией — на 63-й.
2 октября 2024 года Сиссе был уволен с должности тренера сборной Сенегала после неудовлетворительного выступления команды в отборочном турнире к чемпионату мира по футболу 2026 года.
В марте 2025 года был назначен на пост главного тренера сборной Ливии.

## Достижения

### В качестве тренера
Сборная Сенегала
- Обладатель Кубка африканских наций: 2021
- Серебряный призёр Кубка африканских наций: 2019